# کازاریچه
کازاریچه (به اسپانیایی: Casariche) یک منطقهٔ مسکونی در اسپانیا است که در سبیا واقع شده‌است. کازاریچه ۵۳ کیلومتر مربع مساحت دارد ۲۹۶ متر بالاتر از سطح دریا واقع شده‌است.